# بيفروست

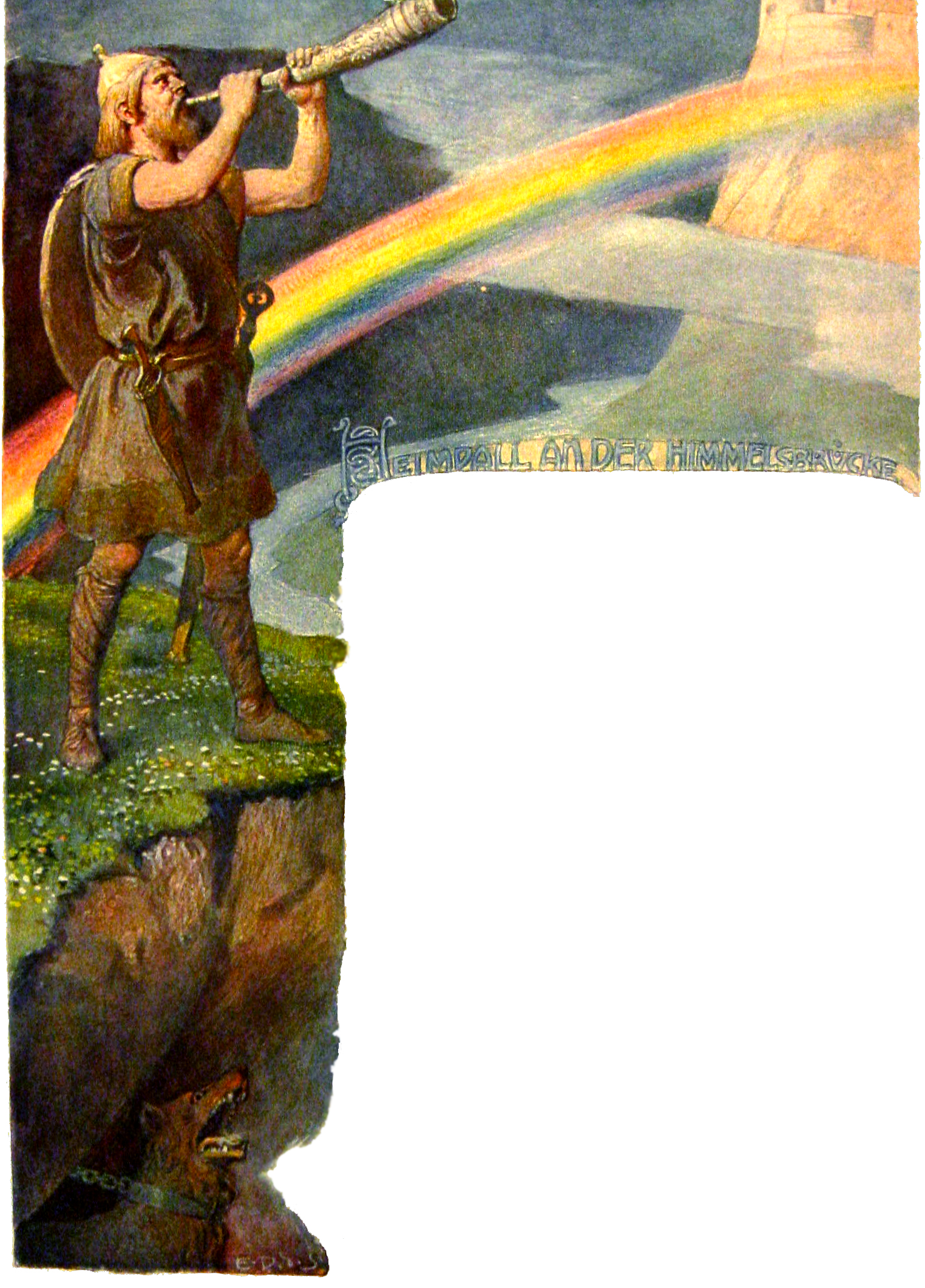
هايمدال أمام بيفروست بريشة دوبلر

بيفروست Bifröst (ينطق /ˈbɪvrɒst/ ) في الميثولوجيا النوردية هو قوس قزح الذي يمثل جسرا تعتبره الآلهة بين السماء (عالم الآلهة أو أسكارد) والأرض (عالم البشر أو مدكارد) ويحرسه هايمدال إله النور. سمي الجسر بيلروست Bilröst في أشعار إيدا التي جمعت في القرن الثالث عشر من حكايات شعبية أقدم، وسمي بيفروست في نثر إيدا الذي كتب في القرن الثالث عشر بقلم سنوري سترلسون وكذلك في قصائد سكالد. وكل من أشعار ونثر إيدا تشير للجسر باسم آخر هو أسبرو (أو جسر آسر بالنورسية القديمة).
يذكر نثر إيدا أن الجسر ينتهي في السماء عند هيمينبيورغ، وهو موطن الإله هايمدال، والذي يحرسه من قوم اليوتن. وسيدمر الجسر في راكناروك من قبل قوات موسبلهايم. ويرى الباحثون أن ربما كان في البداية يمثل درب التبانة، ويرون أنه موازي لجسر آخر في الميثولوجيا النوردية هو غيالاربرو Gjallarbrú.